# جوساس فينكا
جوساس فينكا (27 نوفمبر 1905 – 29 أغسطس 1990) هو ملاكم لتواني راحل، مثّل بلاده في الألعاب الأولمبية الصيفية 1928.

## روابط خارجية
جوساس فينكا على موقع بوكس ريك (الإنجليزية) (registration required)
- جوساس فينكا على موقع أوليمبيديا (الإنجليزية)